# Ponce Néstor
Ponce Néstor est un écrivain argentin, né en 1955 à La Plata.

## Biographie
Après des études de littérature dans sa ville natale, il est parti en exil en 1978, d'abord au Brésil, puis en France. Il a soutenu sa thèse à l'Université de la Sorbonne Nouvelle sur La ville et le mythe dans l'œuvre de Carlos Fuentes, Leopoldo Marechal et Juan Carlos Onetti en 1986 puis a enseigné en tant que maître de conférences la littérature et la civilisation hispano-américaine à l'École Polytechnique de Paris et à l'Université d'Angers. Il est actuellement professeur des universités à l'Université Rennes-II.
Il a également travaillé comme journaliste (Afrique-Asie, Jeune Afrique, Crisis, Ko'Eyú, Cambio 16, Le Monde Diplomatique, etc.) et traducteur. Il a été correspondant à Paris de l'agence de presse IPS (Interpress Service). Il a dirigé  le LIRA (Laboratoire Interdisciplinaire de Recherche sur les Amériques; 2004-2014) et fut le responsable de l'ERIMIT (Équipe Interdisciplinaire: Mémoires, Identités, Territoires) à Rennes 2 entre 2008 et 2014.
Il est directeur de la revue électronique Amerika et a remporté plusieurs prix littéraires :
- El desarraigo (roman, Municipalité de Mercedes, Argentine, 1975) ;
- La espera (nouvelle, Sociedad de Escritores de la Provincia de Buenos Aires, 1975) ;
- El intérprete (roman, Fondo Nacional de las Artes, Argentina, 1997) ;
- Una vaca ya pronto serás (Prix international de roman, Siglo XXI editores, Mexique, 2005).

La bestia de las diagonales a été finaliste du Prix Planeta, Argentine, 1999 et Toda la ceguera del mundo premier finaliste du prix de roman Medellín Negro (Colombie, 2013). En 2013, il est nommé chevalier des Arts et des Lettres de la République française. En 2014, le Ministère de l'Éducation Nationale de l'Argentine a sélectionné le livre de poèmes Desapariencia no engaña pour qu'il soit distribué dans toutes les écoles publiques du pays.
L'œuvre de Néstor Ponce est marquée par un travail sur le langage et la structure des textes , par la rupture des canons génériques. Dans la préface à Culinarias, Económicas, Médicas, Deportivas, María Paula Salerno souligne l'importance de la mémoire et de sa relation avec le langage : « Toma (l'auteur) de sus recuerdos y experiencias la materia para los poemas y, sobre todo, para la construcción de un saber que se erige y busca fijarse como legítimo à partir de la enunciación, mostrándose como alternativa al saber tradicional » . En abondant dans ce sens, Colette Le Goff écrit en 2002 à propos de La Bête des diagonales : « La structure fictionnelle se déconstruit: Néstor Ponce brouille les pistes. Les points de vue narratifs se multiplient. Tel narrateur est l'enquêteur, tel narrateur est l'assassin. Mais qui est ce dernier ? Le lecteur scrute le texte, à la recherche des indices qui lui sont malicieusement fournis ». Maryse Renaud, l'une des spécialistes de l'œuvre de N. Ponce souligne: « Ses fictions accordent en effet à la mémoire, tant individuelle que collective, un rôle de tout premier plan: ses nouvelles et ses romans fourmillent de mille anecdotes, souvenirs et récits faussement sécondaires. Marqué au sceau d'une oralité que l'exil de l'auteur rend particulièrement précieuse et chargée de connotations émotionnelles, restituant les multiples inflexions de la langue populaire de l'argot de Buenos Aires (le lunfardo), ouvert aux rythmes saccadés propres aux toutes nouvelles générations ».
Spécialiste du roman policier (ancien directeur de la collection Negra Polar aux éditions Caribéennes de Paris), N. Ponce a écrit également des romans noirs qui jouent sur les codes du genre: La bête des diagonales, Toda la ceguera del mundo (dont l'action se déroule entre le Mexique et l'Argentine), El lado bestia de la vida (dont l'action se déroule entre l'Argentine, la France et les Îles Canaries). À travers la diversité des espaces, l'auteur travaille sur la diversité des registres de l'espagnol de l'Argentine, du Mexique, des Îles Canaries et dans un bref article de la revue LIRICO

## Œuvres

### Poésie
- (es) Sur, Barcelone, AHE, 1981.
- (es) Desapariencia no engaña, Buenos Aires, El Suri Porfiado, 2010 ; réédition, 2013, Madrid, Centro de Arte Contemporáneo, 2013[8],[9],[10],[11],[12].
  - éd. bilingue français / espagnol : (fr + es) Désapparences / Desapariencia no engaña  (trad. Monique Roumette, postface Alain Le Saux, ill. Guillermo Nuñez), Brest, Les Hauts-Fonds, 2013[13],[14],[15].
  - édition en anglais : (en) Disappearance whith out absence  (trad. Max Ubelaker Andrade), Londres, Waterloo Press, 2017.
- (es) Culinarias, Económicas, Médicas, Deportivas, La Plata, Cuadrícula ediciones, 2013.
- (es) La palabra sin límites, Buenos Aires, El Suri Porfiado, 2014[16].
- (es) Vos es, Buenos Aires, El Suri Porfiado, 2018.

### Nouvelles
- Perdidos por ahí (2004, Mexico D. F.: Siglo XXI).
- Sous la pierre mouvante  (trad. Claude Bleton, photogr. Pablo Añeli), Manosque, Le Bec en l'air, coll. « Collection Collatéral », 2010, 67 p. (ISBN 978-2-916073-57-6)(traduction. de Tandil, el jadeo)[17].
- Funámbulos, vampiros y estadistas (2015, Xalapa: Veracruzana).
- Muerte trece siete vidas (2020, Berlin: Iliada ediciones)  (ISBN 9798680475959)

### Romans
- El intérprete, 1998[18],[19] ; prix Fondo Nacional de las Artes; traduction en allemand par Tobias Wildner, Der Dolmetscher, 2010[20]. Réedition chez Editorial Universitaria de Buenos Aires, Eudeba, 2024. Préface de Fabio Espósito. Collection dirigée par Sylvia Saítta et José Luis de Diego.
- La Bestia de las diagonales (1999, finaliste prix Planeta)[4],[21] ; 
  - traduction en français : La bête des diagonales  (trad. François-Michel Durazzo), Paris, André Dimanche, 2006[22]
- Hijos nuestros (2004),
- Una vaca ya pronto serás, 2006[23] ; prix international de roman Siglo XXI editores de México 2005) (2° édition: La Habana, Letras Cubanas, 2010)
  - (traduction en français : Une vache tu seras, sous peu, trad. Anne-Claire Hubby, éd. Zinnia, 2019.
- Azote, Mexico, Terracota, 2008[24].
  - traduction en bulgare par Venko Kanev et Tamara Takova, ed. Riva Publishers, 2021.
- Toda la ceguera del mundo, Medellín, Ediciones B, 2013[25],[26].
- (es) El lado bestia de la vida, Santiago du Chili, Espora ediciones, 2016[27].
- Hay amores que matan (2020: Santiago de Chili, Espora ediciones).
- Muertes trece siete vidas (2020: Berlin, Iliada ediciones).

### Essais
- Literatura y paraliteratura: la narrativa policial en Argentina y en Hispanoamérica (1996).
- Lemogodeuc Jean-Marie (coord.) ; en collaboration avec Rubén Bareiro Saguier ,François Delprat  et Jean Franco , L'Amérique Hispanique au XXe. Identités, cultures et sociétés (trad. en espagnol, Venezuela, 2000).
- Le Néo Baroque Cubain: Guillermo Cabrera Infante et Severo Sarduy (1997).
- Écrire le Mexique. Autour de Carlos Fuentes et Paco Ignacio Taibo II (1998), La ciudad y los perros de Mario Vargas Llosa (1999).
- Pablo Neruda: Residencia en la tierra, Canto General (2000).
- Diagonales del género: lecturas del policial argentino (2001; 2013, édition revue et corrigée publié au Mexique par le Colegio de San Luis Potosí-Colsan).
- L'Argentine: Crise et utopies (2001).
- La représentation de l’espace dans le roman hispano-américain. Los pasos perdidos de Alejo Carpentier, La Vorágine de José Eustasio Rivera (2002), Écrire la domination en Amérique latine. Arguedas, Castellanos e Icaza (2004).
- Lectures du récit policier hispano-américain (2005).
- La révolution cubaine (1959-1992) (2006).
- Le discours autoritaire en Amérique latine de 1970 à nos jours (2007).
- Memorias y cicatrices. Estudios de literatura latinoamericana contemporánea (2010).
- Leonardo Padura: La novela de mi vida: pasado perfecto (2020) (Paris: Belin-CNED).

### Anthologie
- Roberto Arlt. Aguafuertes negras (2002)
- Crimen. Anthologie de la nouvelle noire et policière latino-américaine (2005).

### Études
- (es) Graciela Aletta de Sylvas, "Las voces de la memoria", dans Turia, n° 113-114, mai 2015, p. 487-490.
- Monique Blacquière-Roumette, « Le Géneral Videla les avait fait disparaître, Néstor Ponce redonne vie aux milliers d'opposants victimes de la dictature », L'Humanité,‎ 17 mai 2013
- (es) Ana Gloria Chouciño Fernández, "Voces para la memoria sin límites: la obra poética de Néstor Ponce", in: Bulletin of Hispanic Studies, volume 93, numéro 10, 2016, p. 667-682, (Online  (ISSN 1478-3398)).
- (es) Gloria Lenardón, "Los ojos ciegos bien abiertos", dans La Capital, 6 juillet 2014, p. 4.
- (es) Mirian Pino, « Memoria y literatura: habla la sordomuda en la poesía de Jorge Boccanera, Néstor Ponce y Enrique Lihn », Amerika, no 16,‎ 2017 (lire en ligne ).
- Maryse Renaud, « Le nouveau souffle de Néstor Ponce : Perdidos por ahí, Hijos nuestros », Río de la Plata, no 28,‎ 2004 -, p. 256-261.
- (es)  A. R., "Trágico relato de amor", dans La Nación, 9 décembre 1998.
- (es) José Supera, « El hombre que volvió de la nada », El Día,‎ 2 juin 2013, p. 8 (lire en ligne)
- (de) Tobias Wildner, Recordar escribiendo: Gedächtnis und Erinnerung bei Néstor Ponce und Eduardo Belgrano Rawson, Munich, Meidenbauer, 2012, 146 p.  (ISBN 978-3-89975-278-6).

### Entretiens
- (es) « Diálogo con Néstor Ponce: La comida es un arte sagrado (entretien avec Bartolomé Leal, 24 mars 2014, vidéo) », sur libreros.cl.
- « Littérature et exil. Entretien avec Néstor Ponce (entretien avec Vanesa Mayori, Rennes, 5 avril 2017, vidéo) », sur youtube.com.